# 小行星2783
小行星2783（2783 Chernyshevskij）是一颗绕太阳运转的小行星，为主小行星带小行星。该小行星于1974年9月14日发现。
該小行星以俄羅斯作家和哲學家尼古拉·車爾尼雪夫斯基命名。

## 轨道参数
小行星2783的轨道半长轴为2.5603528 UA，离心率为0.164。